# Mycale trichela
Mycale trichela är en svampdjursart som beskrevs av Claude Lévi 1963. Mycale trichela ingår i släktet Mycale och familjen Mycalidae. Inga underarter finns listade i Catalogue of Life.